# Cidadela de Boden
Cidadela de Boden (em sueco: Bodens fästning) é um conjunto de fortificações pesadas em torno da cidade sueca de Boden, na província da Norrbotten. É composto por cinco fortes pesados e três fortificações menores incrustadas na montanha em redor da cidade, a 35 quilômetros da costa. O sistema foi começado a construir em 1901, devido à preocupação da Suécia com o separatismo norueguês e à agressividade da Rússia, assim como à necessidade de assegurar às explorações mineiras de ferro na província.

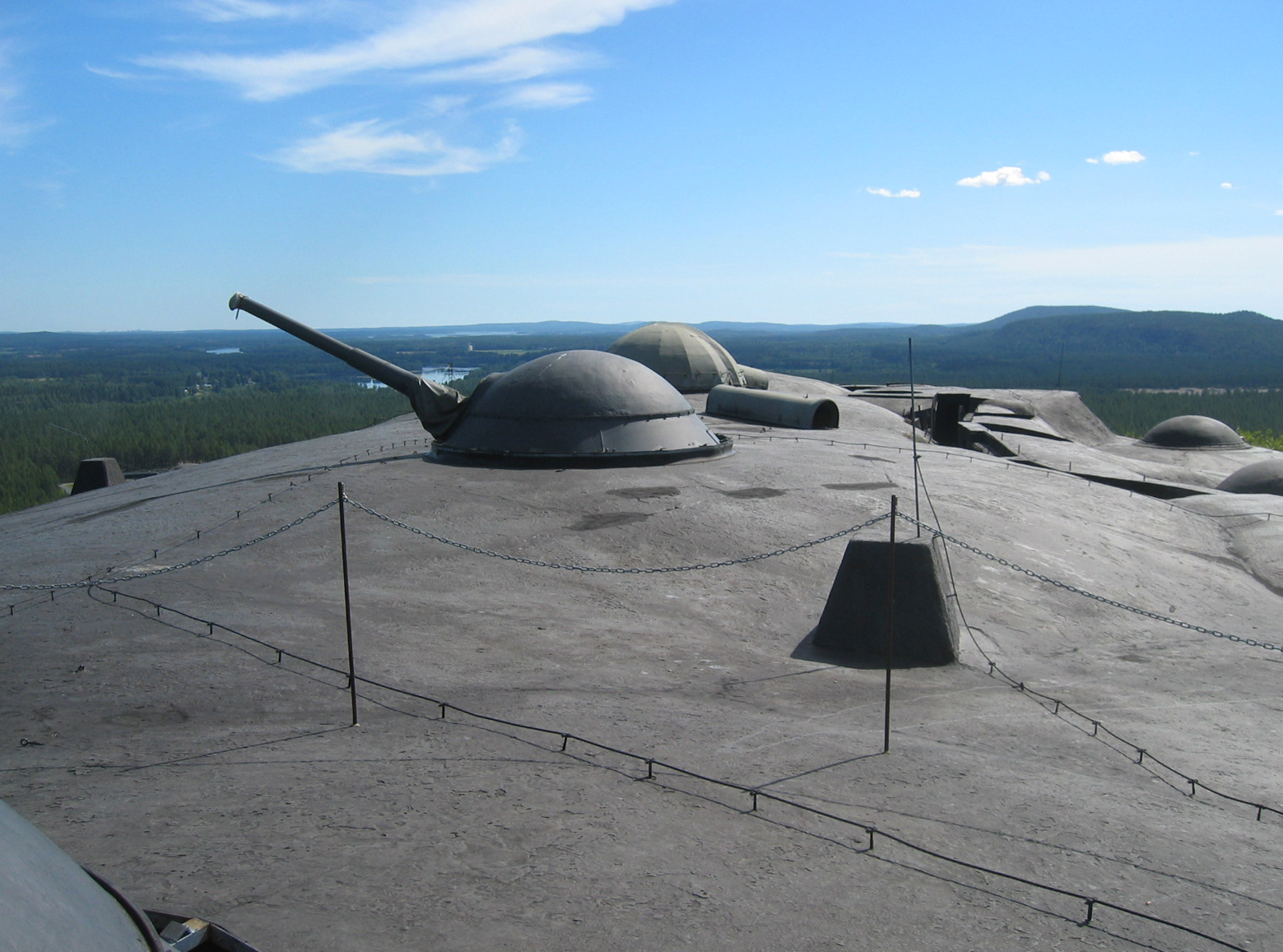
Peças de artilharia no forte de Rödberg
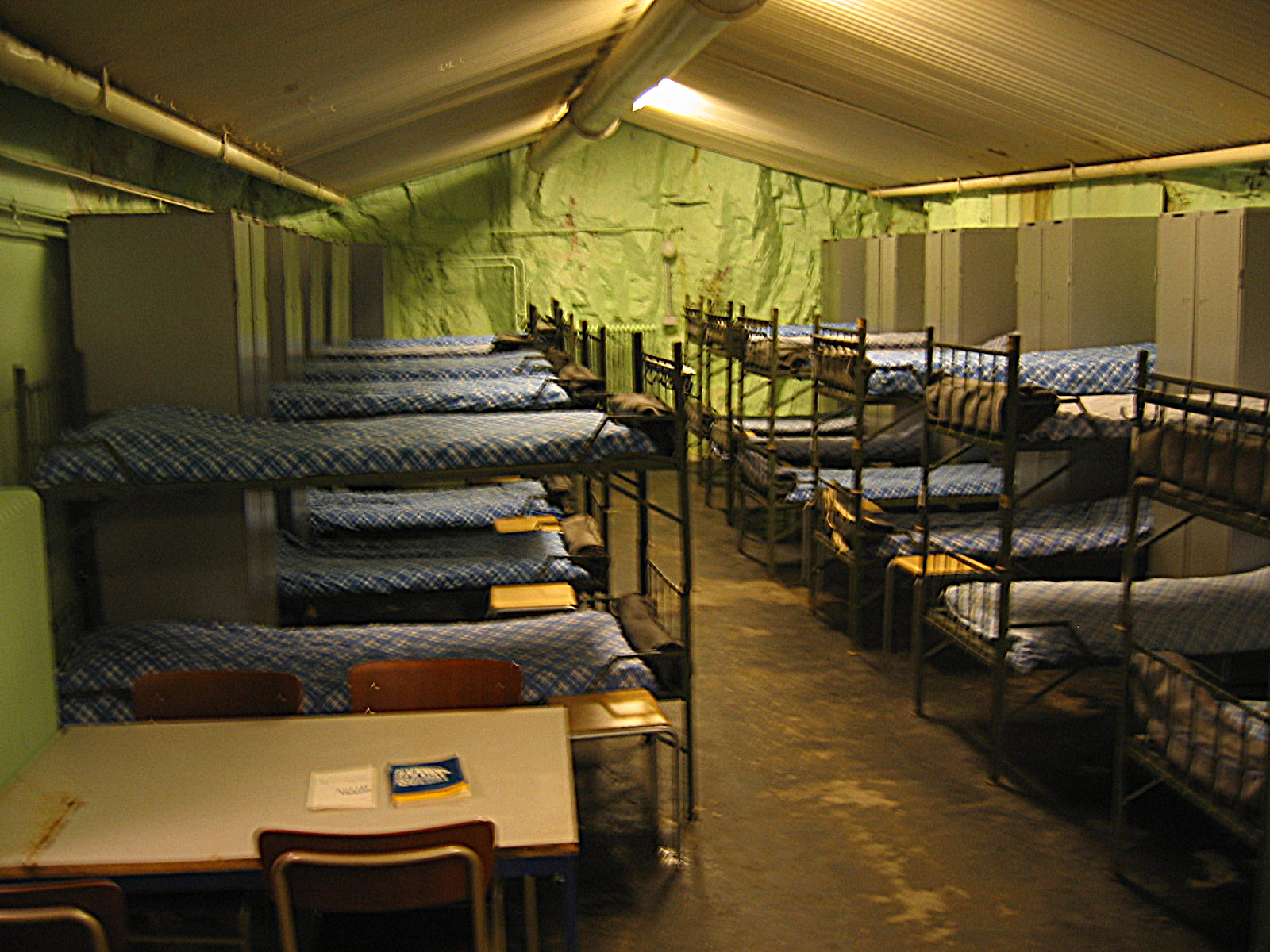
Camarata no interior da fortificação